# Rzęsistek bydlęcy
Rzęsistek bydlęcy (Trichomonas foetus) – pasożyt należący do rodzaju rzęsistków powodujący u bydła rzęsistkowicę zwaną również zarazą rzęsistkową bydła (trichomonadosis).
Objawia się ona m.in. poronieniem płodu między 6 a 12 tygodniem ciąży, oraz trudnościami w zapłodnieniu. Tryfozoity występują w układzie rozrodczym i wydalniczym bydła, przenoszą się w czasie aktu kopulacji. Opanowanie tej choroby przez służby weterynaryjne jest możliwe od czasu wprowadzenia sztucznej inseminacji. Pasożyt szczególnie niebezpieczny dla krów. Występowanie stwierdzono na wszystkich kontynentach.
Kształt owalny, czasem wrzecionowaty. Długość 12-25 µm. Szerokość 5-11 µm. Posiada jedną, długą wić skierowaną do tyłu, połączoną z błoną falującą oraz trzy krótkie wici skierowane do przodu.